# Bayerisches Chemiedreieck
Als Bayerisches Chemiedreieck (auch Südostbayerisches Chemiedreieck, im Eigenauftritt ChemDelta Bavaria) bezeichnet man eine Region im Südosten Bayerns, in der verhältnismäßig viele Unternehmen der chemischen Industrie angesiedelt sind. Dazu gerechnet werden wesentliche Teile des Landkreises Altötting, ein Teil des Landkreises Mühldorf am Inn sowie der nördliche Teil des Landkreises Traunstein. Als gedachte Grenzen dienen die Orte Simbach am Inn, Ampfing und Traunreut. Die wichtigsten Industriestandorte sind Burghausen, Trostberg, Waldkraiburg und Burgkirchen.

## Rahmenbedingungen der Region

Das Bayerische Chemiedreieck und sein Einzugsgebiet für die Stromgewinnung mit Wasserkraft.

Ausschlaggebend für die Ansiedlung der ersten chemischen Großbetriebe ab 1908 waren die nutzbare Wasserkraft von Inn und Alz. Im Laufe der Zeit wurde eine Reihe von Laufwasserkraftwerke entlang des Inns (Liste hier) sowie am Alzkanal gebaut.

### Infrastruktur
Sämtliche Bahnstrecken in der Region sind nur eingleisig und nicht elektrifiziert. 2015 wurde das Güterverkehrszentrum Burghausen eröffnet; es hat (Stand 2023) zwei Portalkräne. Die Bundesautobahn 94, welche zurzeit auf Höhe Burghausen endet, verbindet die Region mit München. Weiter in Richtung Passau ist sie bisher nur abschnittsweise fertiggestellt.
Zur Versorgung der Unternehmen ist neben der Straße und Schiene die Pipeline zur Versorgung der Region mit Rohöl ein wichtiger Faktor. Gerade in der Petrochemie werden so große Mengen an Flüssigkeiten und Gasen umgesetzt, dass nur der Transport per Rohrleitung wirtschaftlich ist. Die Versorgung mit Rohöl von italienischen Mittelmeerhäfen wurde bis 1996 mit der Central European Line (CEL) vom Hafen Genua bewerkstelligt; die 1967 eröffnete Transalpine Ölleitung (TAL), welche vom Hafen Triest ausgeht, ist bis heute in Betrieb. Diese beiden Pipelines gehen auch in den Raum Ingolstadt, wo sich das zweite große petrochemische Zentrum Bayerns befindet (Details hier). Dorthin führt auch die Ethylen-Pipeline Münchsmünster–Gendorf. Im Jahr 2012 wurde diese Rohrleitung bis nach Ludwigshafen am Rhein (BASF) verlängert (Projekt Ethylen-Pipeline Süd). Das Bayerische Chemiedreieck hat einen immensen Strombedarf von derzeit rund fünf Terawattstunden Strom/Jahr. Dies entspricht etwa 1 % des Gesamtverbrauchs in Deutschland.

## Liste der Unternehmen
Nach Orten sortiert:
| - Burghausen - Alzwerke GmbH - Borealis AG - Linde Gas Produktionsgesellschaft mbH Co. KG - OMV Deutschland GmbH - Siltronic AG - Vinnolit GmbH & Co. KG - Wacker Chemie AG - Trostberg/Tacherting (Schalchen)/Hart - AlzChem AG - BASF Construction Polymers GmbH - BASF Construction Chemicals GmbH - BASF Construction Chemicals Grundbesitz GmbH & Co. KG - Linde GmbH, Linde Engineering - Unterneukirchen - SKW Stahl-Metallurgie GmbH - Waldkraiburg/Aschau am Inn - Chemtura Manufacturing (Germany) GmbH - NIGU Chemie GmbH - Nitrochemie GmbH | - Burgkirchen (Chemiepark Gendorf) - Clariant GmbH - Dyneon GmbH & Co. KG - InfraServ Gendorf - Klaeser GmbH - Klöckner Pentaplast - LambdaChem GmbH & CO. KG - Linde Gas Produktionsgesellschaft mbH Co. KG - MEPEX Handels-GmbH & Co. KG - SGL Acotec GmbH - Vinnolit GmbH & Co. KG - Töging - VAW-IMCO Guss und Recycling GmbH |